# روي باتلر
روي باتلر (بالإنجليزية: Roy Butler)‏ هو سياسي أمريكي، ولد في 31 مارس 1926 بغرينفيل في الولايات المتحدة، وتوفي في 13 نوفمبر 2009 بأوستن في الولايات المتحدة. حزبياً، نشط في الحزب الجمهوري.